# البريجة (البسيط)
بلدية البُرَيجة أو (نقحرة: ألبوريا) (بالإسبانية: Alborea) هي بلدية تقع في مقاطعة البسيط التابعة لمنطقة قشالة والمنجى وسط إسبانيا.

## الديموغرافيا
بلغ عدد سكان بلدية البُرَيجة 848 نسمة عام 2011 (وفقاً للمعهد الوطني الإسباني للإحصاء).
| 798 | 813 | 801 | 827 | 820 | 870 | 848 |